# Bradley Wiggins
Sir Bradley Marc Wiggins CBE, född 18 april 1980 i Gent, Belgien, är en brittisk tidigare professionell landsvägs- och bancyklist. Han tävlade för det brittiska stallet WIGGINS till år 2016, efter att ha lämnat Team Sky. Bradley Wiggins blev utsedd till kommendör av den Brittiska Imperieorden år 2008 efter att ha uträttat mycket för idrotten i Storbritannien. 2012 blev Wiggins den förste britten någonsin att vinna Tour de France.
Wiggins blev den förste cyklisten att vinna Tour de France och en medalj på de Olympiska spelen under samma år. Han blev också först med att ha vunnit både en Grand Tour och guldmedalj i de Olympiska spelens velodromcykling under sin karriär. Wiggins har tagit åtta OS-medaljer under sin karriär, inkluderat fem guldmedaljer.
Wiggins började sin karriär inom bancyklingen där han specialiserade sig på förföljelselopp och madison, men vände sig sedan mer och mer mot landsvägscykling. Wiggins har tagit sex världsmästerskapstitlar, den första tog han 2003 och den senaste år 2008. Wiggins tog en bronsmedalj i Olympiska sommarspelen 2000, ytterligare tre medaljer i Olympiska sommarspelen 2004, två guldmedaljer under Olympiska sommarspelen 2008, en guldmedalj i tempolopp på Olympiska sommarspelen 2012 och en guldmedalj i lagförföljelse vid Olympiska sommarspelen 2016.
Efter de Olympiska sommarspelen 2008 valde Wiggins att fokusera mer på landsvägscykling. Året därpå slutade han fyra i Tour de France vilket var det dittills bästa resultatet av en brittisk cyklist i det franska etapploppet. Inför år 2010 blev Wiggins kontrakterad av det nya brittiska stallet Team Sky för att vara deras kapten i Grand Tour-loppen. Han vann den första etappen av Giro d’Italia 2010. Wiggins tog sin första etapploppsseger i Critérium du Dauphiné 2011. Han slutade även trea i Vuelta a España 2011. Vid Världsmästerskapen i landsvägscykling tog han silver i tempolopp bakom Tony Martin. År 2012 vann han Paris–Nice, Romandiet runt och Critérium du Dauphiné, innan han segrade i Tour de France och tog guld i herrarnas tempolopp i landsvägscykling vid olympiska sommarspelen 2012.
I september 2014 vann han världsmästerskapens tempolopp och den 7 juni 2015 blev han innehavare av timrekordet, vilket han förlorade 2019 till Victor Campenaerts.

## Barndom
Bradley Wiggins föddes i Gent, Belgien, där hans australiskfödda far, Gary Wiggins (19522008), var baserad under sin karriär som bancyklist specialiserad på sexdagarslopp. Hans föräldrar separerade år 1987 och Wiggins flyttade till London tillsammans med sin brittiska mor.. 
När Wiggins var 12 år gammal följde han i sin fars fotspår genom att själv började cykla på bana och som tonåring representerade han London Borough of Camden i London Youth Games. 1997 vann han sin första guldmedalj i juniorvärldsmästerskapens individuella förföljelselopp.

## Början på karriären
Under de Olympiska sommarspelen 2000 var den då 20-årige Wiggins med och tog en bronsmedalj i lagförföljelse. Ett år senare skrev han på ett kontrakt med landsvägsstallet Linda McCartney Racing Team, men stallet lades ned i början av 2001 och det första proffskontraktet blev kort. I stället cyklade han den resterande säsongen med det brittiska nationslaget. 
Wiggins vann en bronsmedalj i lagförföljelse under världsmästerskapen på bana år 2001 som hölls i Ballerup, Danmark. Det blev också en silvermedalj för det engelska laget i lagförföljelse under Samväldesspelen 2002. Tävlingen hölls i Manchester. På samma tävling tog han också silvermedaljen i individuell förföljelse framför Bradley McGee, Australien.
Inför säsongen 2003 skrev Bradley Wiggins, samtidigt som han cyklade på bana, på ett kontrakt för att bli professionell landsvägscyklist med det franska stallet Française des Jeux. Under säsongen 2003 stod han återigen på prispallen under ett världsmästerskap i velodromcykling. Han var då med och tog silver i lagförföljelse. Året därpå blev Wiggins brittiska lag återigen tvåa i lagförföljelsen. Wiggins blev också europeisk mästare i individuell förföljelse. Han blev också världsmästare i 4 kilometers individuell förföljelse i Stuttgart 2003.

## Olympiska spelen 2004
På de Olympiska spelen ett år senare var Wiggins favorit i individuell förföljelse. I likhet med Samväldesspelen 2002 vann han denna gång guldmedaljen framför australiensaren Bradley McGee. I lagförföljelsen slutade det engelska laget på en silverplats. Det blev också en bronsmedalj i madison tillsammans med Rob Hayles. Med tre medaljer i bagaget blev han den mest framgångsrika brittiska olympiern i ett enskilt OS sedan 1964.
Efter bragden under de olympiska sommarspelen i Aten bestämde Wiggins sig för att satsa ännu mer på landsvägscyklingen.

## 2004–2007
Under säsongerna 2004 och 2005 tävlade Wiggins för det franska proffsstallet Crédit Agricole. Under säsongen 2005 fick han cykla Giro d'Italia. Inför säsongen 2006 skrev han på för det franska UCI ProTour-stallet Cofidis och med dem fick han tävla i Tour de France 2006 och 2007. Tour de France 2007 slutade inte som Wiggins hade tänkt sig när stallkamraten Cristian Moreni testades positivt för testosteron och stallet bestämde sig för att lämna tävlingen. Innan dess hade han slutat fyra i prologen, som hölls i London. Wiggins blev också utsedd till den mest offensive cyklisten på etapp 6 efter en lång soloutbrytning, en etapp som hölls på 40-årsdagen efter den brittiske cyklisten Tom Simpsons död. Tidigare samma år vann han också prologen på Critérium du Dauphiné Libéré.
Under 2007 återvände Bradley Wiggins till velodromen när han tävlade i ett världscuplopp i Manchester. Han var också med i Världsmästerskapen samma år och vann där guld i individuell jaktstart och jaktstart lag tillsammans med landsmännen Ed Clancy, Geraint Thomas och Paul Manning.
Efter dopningsproblemen under Tour de France 2007, där både Moreni och Aleksandr Vinokurov testade positivt för dopning, valde Wiggins att tala ut om sina känslor om de dopade och kastade sedan ifrån sig sin Cofidis-dräkt i en soptunna och sade att han aldrig mer tänkte tävla för det franska stallet.

## Banmedaljerna 2008

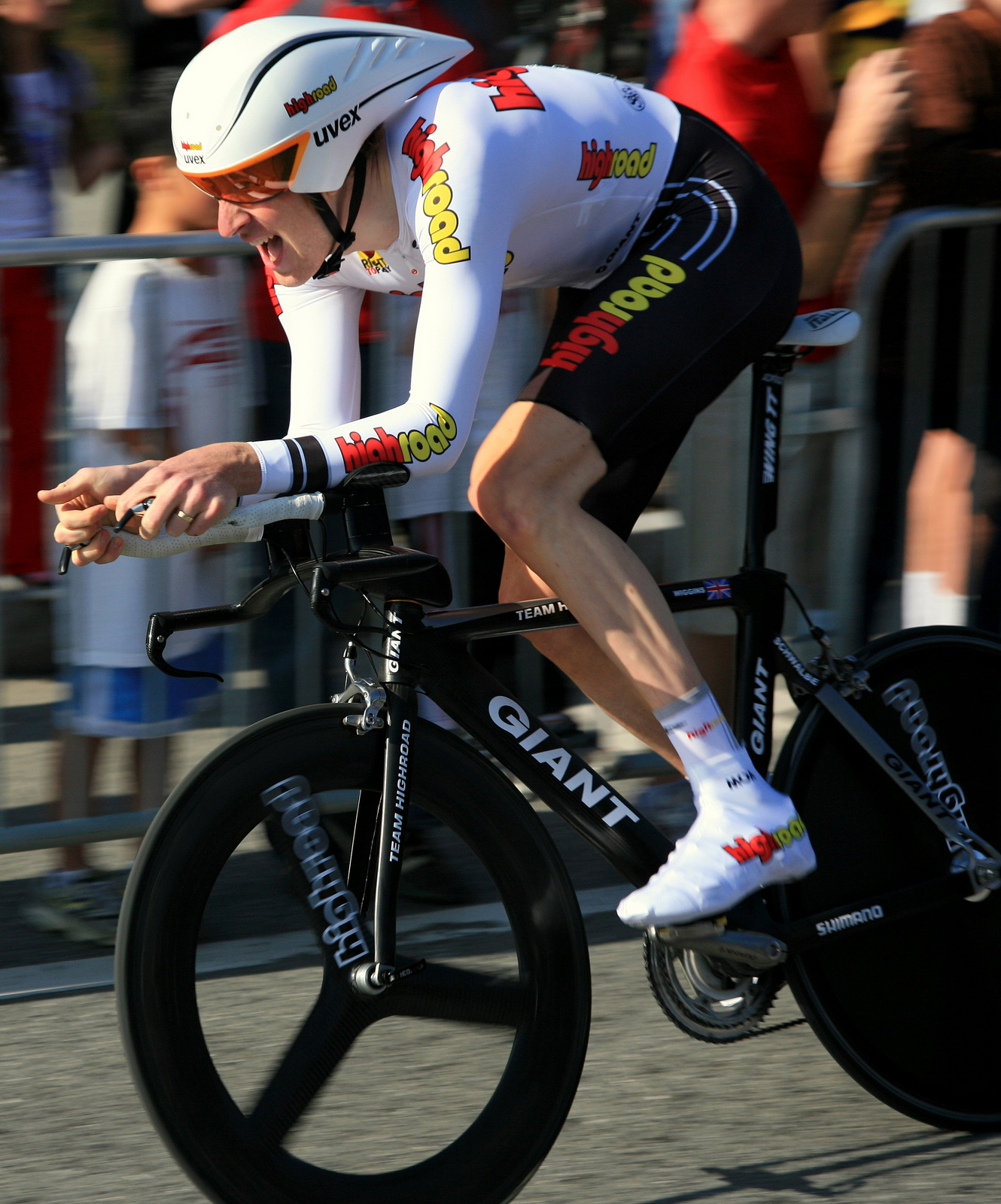
Bradley Wiggins under Tour of California 2008.

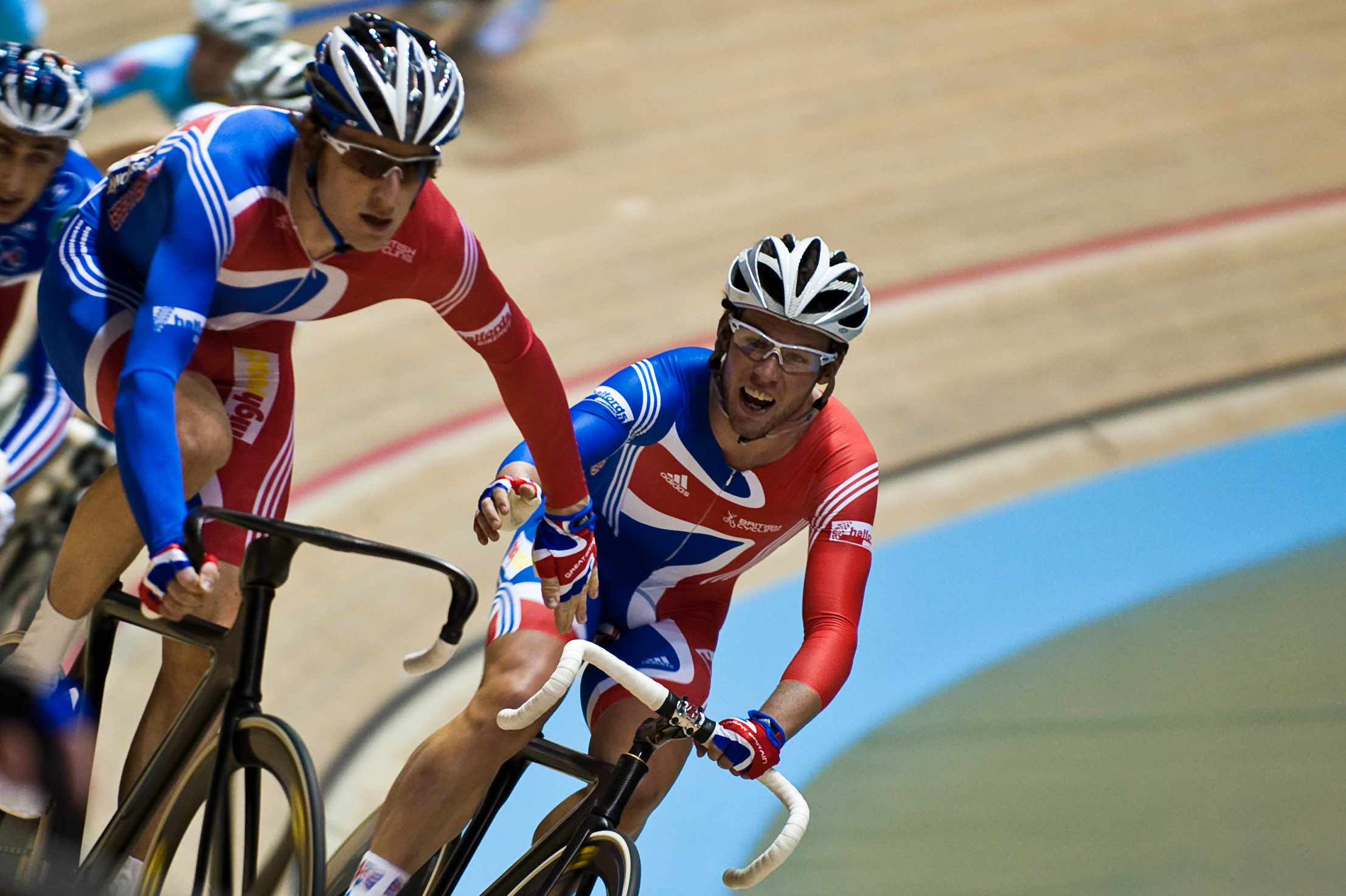
Wiggins och Mark Cavendish blev världsmästare i madison 2008.

Inför säsongen 2008 skrev Wiggins på ett kontrakt med Team High Road, tidigare T-Mobile Team, och han tävlade med dem under ett år. Under året var hans fokus framför allt på velodromcyklingen och de Olympiska sommarspelen 2008. 
Under säsongen 2008 vann Wiggins en guldmedalj i madison tillsammans med landsmannen Mark Cavendish under Världsmästerskapen på bana i Manchester. Under Världsmästerskapen vann han också guld i 4 kilometer individuell jaktstart och jaktstart lag på världsrekordtid tillsammans med landsmännen Ed Clancy, Geraint Thomas och Paul Manning.
Bradley Wiggins vann finalen i herrarnas fyra kilometer individuella jaktstart under de Olympiska sommarspelen 2008. En titel som han också vunnit fyra år tidigare. Hayden Roulston från Nya Zeeland blev tvåa i loppet. Wiggins vann tillsammans med Ed Clancy, Paul Manning och Geraint Thomas också lagförföljelsedisciplinen framför Danmark och Nya Zeeland, där de under ett lopp slog nytt världsrekord med tiden 3:55:202. Dagen därpå tog de guldmedaljen på ytterligare en ny världsrekordtid, 3:53:314.
Tillsammans med Mark Cavendish cyklade Wiggins madisonloppet och hade där chans på sin fjärde guldmedalj. Men paret misslyckades och slutade på nionde plats. Efter loppet var Cavendish frustrerad över att ha varit den ende manliga brittiske velodromcyklisten att inte ha tagit en medalj på de Olympiska spelen i Peking och sade att han kände att Wiggins inte hade genomfört loppet med sin maximala potential. De två cyklisterna pratade inte med varandra på några månader, men ett SMS från Wiggins till Cavendish gjorde slut på tystnaden mellan de två cyklisterna..
Efter Wiggins resultat under de Olympiska sommarspelen i Peking blev han utsedd till kommendör i den Brittiska Imperieorden efter att ha uträttat mycket för idrotten i Storbritannien. Fyra år tidigare efter de Olympiska sommarspelen 2004 blev han utnämnd till medlem av orden.
När säsongen 2008 närmade sig sitt slut skrev Wiggins på ett kontrakt med Garmin-Chipotle presented by H3O. Samtidigt gav han också ut sin självbiografi In Pursuit of Glory.

## 2009
I februari 2009 vann Garmin-Slipstream etapp 1, en lagtempoetapp, på Tour of Qatar. Bradley Wiggins var den förste cyklisten i laget att korsa mållinjen varför han fick bära tävlingens ledartröja efter etappen. I mars slutade Wiggins tvåa på etapp 1, ett tempolopp, i Paris-Nice bakom Alberto Contador. Senare samma månad slutade Wiggins tvåa på etapp 3, ett tempolopp, av Critérium International bakom Tony Martin. Wiggins vann etapp 3b, ett tempolopp, på Panne tredagars framför Lieuwe Westra och Stijn Devolder. Britten slutade tvåa på etapp 21, ett tempolopp, under Giro d'Italia 2009 bakom den litauiske tempomästaren Ignatas Konovalovas. Han slutade även på sjunde plats på etapp 12 av det italienska etapploppet.
Wiggins kom till Tour de France 2009 i toppform. Han hade gått ned sex kilo i vikt och arbetat hårt för att även bli en bra klättrare. Han slutade trea på den första etappen, ett tempolopp, bakom Fabian Cancellara och Contador. Han slutade även topp 10 på flera bergsetapper. Efter att ha slutat på femte plats på etappen till Verbier klev Wiggins upp till tredjeplatsen i sammandraget. På etapp 17 blev han attackerad av bröderna Andy och Fränk Schleck och tappade till sjätte plats, men på det sista tempoloppet, på etapp 18, avancerade han upp till fjärde plats och efter etapp 20 till Mont Ventoux behöll han fjärdeplatsen med tre sekunder till Fränk Schleck. Dagen därpå blev det klart att han hade slutat fyra i tävlingen.
Wiggins slutade på fjärde plats på prologen av Benelux Tour bakom Sylvain Chavanel, Tyler Farrar och Tom Boonen. I september vann Wiggins de brittiska nationsmästerskapens tempolopp. Han slutade även trea på etapp 4 av Herald Sun Tour i Australien. Wiggins vann etapp 4 av tävlingen framför lagkamraten Svein Tuft och amerikanen Bernard Van Ulden. När Wiggins korsade mållinjen på den sista etappen stod det klart att han hade vunnit tävlingen framför Chris Sutton och Jonathan Cantwell.
Inför säsongen 2010 hade Wiggins fortsättningsvis kontrakt med Garmin-Slipstream men efter rykten berättade han att han hade skrivit på ett fyraårskontrakt med det nya stallet Team Sky.

## 2010

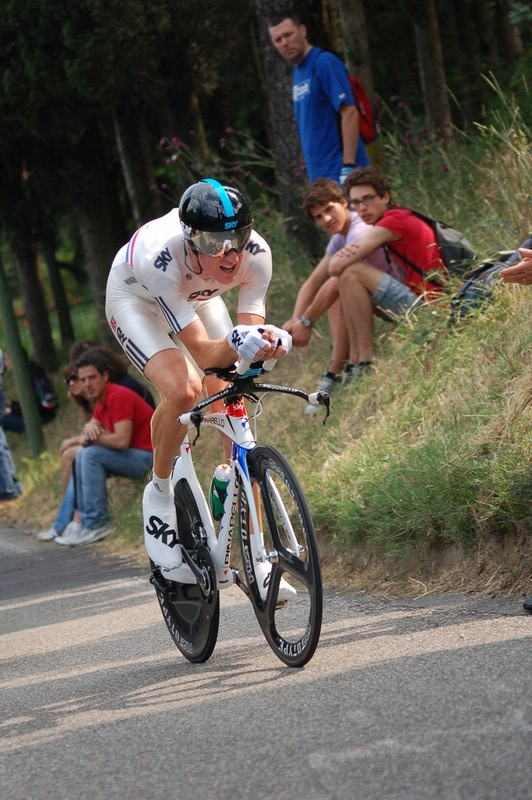
Bradley Wiggins, Giro d'Italia 2010.

Inför säsongen 2010 lämnade Bradley Wiggins det amerikanska stallet Garmin-Transitions för det nystartade brittiska stallet Team Sky. Han och Team Sky vann lagtempoloppet på Tour of Qatar under det första året. Den 10 maj tog han sin första stora seger det året när han vann etapp 1, ett tempolopp, på Giro d'Italia. Med anledning av segern tog han ledningen men förlorade den nästa dag till Cadel Evans. Under tävlingens gång förlorade han mycket tid, framförallt under de sista etapperna och slutade på 40:e plats i tävlingen.
Wiggins startade Tour de France 2010 med höga förväntningar efter sin fjärde plats året innan. Loppet startade dåligt, med en 77:e plats i prologen. På etapp 3 slutade britten på åttonde plats efter att flera cyklister tappade tid på kullerstenspartierna av etappen. På den åttonde etappen till Morzine-Avoriaz slutade han bara på 19:e plats och tappade 1 minut och 45 sekunder till etappvinnaren Andy Schleck. Följande dag tappade han ytterligare tid när han slutade 4 minuter och 55 sekunder till de övriga favoriterna till totalsegern och han hade liten chans att sluta i topp 10 det året. Han slutade tävlingen på 24:e plats, 39 minuter och 7 sekunder bakom totalsegraren Andy Schleck och sju platser bakom lagkamraten Thomas Löfkvist.. Wiggins vann dock de brittiska nationsmästerskapens tempolopp i slutet av säsongen.

## 2011
Wiggins fick rollen som lagkapten för etapploppen under säsongen 2011. Han bestämde sig för att inte köra Giro d'Italia 2011 utan ville koncentrera sig på de mindre loppen och vårklassikerna innan Tour de France. I början av året slutade Wiggins på tredje plats i Paris-Nice efter att ha slutat tvåa på etapp 6. Wiggins vann även etapp 4, ett tempolopp, på Bayern-Rundfahrt och slutade på 14:e plats i sammandraget, där han hade hjälpt lagkamraten Geraint Thomas att vinna loppet.

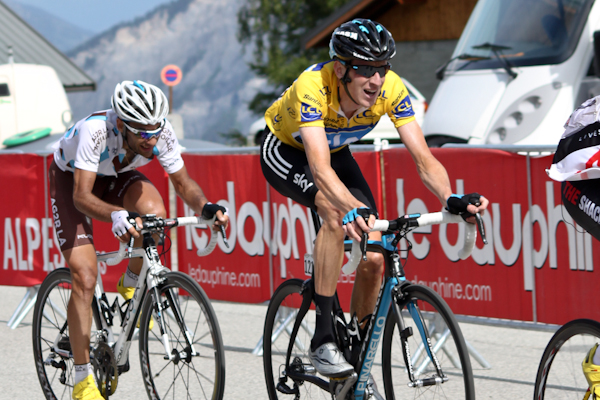
Wiggins tog hem segern i Critérium du Dauphiné.

Under säsongen vann Wiggins etapploppet Critérium du Dauphiné efter att ha slutat tvåa på etapp 3, ett tempolopp.. På de tre sista bergsetapperna behöll britten ledningen över andraplacerade Cadel Evans och tog sin dittills finaste seger i landsvägskarriären. Den 26 juni tog Wiggins hem segern i de brittiska nationsmästerskapens linjelopp i sitt sista lopp inför 2011 års Tour de France. Bra förberedelser hindrade inte Wiggins från att krascha på etapp 7 och han avbröt loppet med ett brutet nyckelben.. 
När Wiggins kom tillbaka efter skadan körde han Vuelta a España för första gången. Början av tävlingen gick trögt när Team Sky slutade 42 sekunder bakom Leopard-Trek som vann den första etappen, ett lagtempolopp, i Benidorm. Men efter den första veckan låg han på 19:e plats, efter etapp 8. På etapp 9 attackerade Wiggins och stallkamraten Chris Froome på den sista stigningen och slutade på fjärde respektive femte plats den dagen. Samtidigt tog de in tid på Joaquim Rodríguez, Michele Scarponi och övriga favoriter till segern. Nästa dag var det möjligt för Wiggins att ta ledningen av loppet efter tempoloppet. I stället gick ledningen till överraskningen Chris Froome, som slutade på andra plats på etappen och tog den röda ledartröjan, medan Wiggins tog tredje platsen i sammandraget. Wiggins tog sedan ledningen efter vilodagen. De följande dagarna tappade han några sekunder till Vincenzo Nibali, men på etapp 14, satte Wiggins och Froome fart igen och tog tid på de flesta av sina motståndare mot segern, bland annat en minut till Nibali. En dag senare förlorade Wiggins ledningen till spanjoren Juan José Cobo, efter att britten slutat femma uppför Angliru.. Wiggins tappade till tredje plats på etappen, med Froome på andra plats. Bradley Wiggins slutade Vuelta a España på tredje plats, vilket var första gången som han stod på prispallen i en Grand Tour.
I september slutade Wiggins på silverplats bakom Tony Martin på tempoloppet i Världsmästerskapen 2011 i Köpenhamn. Fyra dagar senare var Wiggins en del av det brittiska laget när Mark Cavendish tog guld i världsmästerskapens linjelopp.

## 2012
Under säsongen 2012 valde Wiggins att fortsätta fokusera på landsvägscyklingen, eftersom hans favoritgren i velodromcykling, individuell förföljelselopp, inte längre var en gren i de Olympiska spelen.
Wiggins började säsongen med en tredje plats i Volta ao Algarve, inkluderat en seger i tempoloppet, som han vann en sekund framför världsmästaren Tony Martin. Lagkamraten Richie Porte tog segern i tävlingen.
I mars slutade Wiggins tvåa bakom Gustav Larsson i det första tempoloppet på Paris–Nice. Dagen därpå tog Wiggins ledningen i tävlingen. Han behöll ledningen under resten av loppet och vann också den avslutande etappen, ett tempolopp, på Col d'Èze. Wiggins vann Paris-Nice efter en kamp mot den nederländska cyklisten Lieuwe Westra. Wiggins startade den sista etappen med en ledning på sex sekunder, och slog sedan Westras tid med två sekunder för att vinna loppet med åtta sekunder framför nederländaren, vilket gjorde honom till den första brittiske segraren av loppet sedan Tom Simpson 1967. Tempoloppssegern gjorde också att han tog segern i poängtävlingen framför Alejandro Valverde.
På etapp 1 av Romandiet runt tog Wiggins en av sina ovanliga segrar i en spurt från en grupp av 59 cyklister och tog ledningen i loppet. Han förlorade ledartröjan till Luis León Sánchez efter att spanjoren vunnit två raka etapper. Trots att Wiggins tappade kedjan på det sista tempoloppet lyckades han ta totalsegern.
Wiggins ville försvara sin seger i Critérium du Dauphiné under juni. Han slutade tvåa på prologen bakom Luke Durbridge. När Durbridge tappade kontakten med klungan kunde Wiggins ta över ledningen nästa dag. Wiggins vann etapp 4, ett tempolopp, 34 sekunder framför världsmästaren Tony Martin. Wiggins vann loppet en minut framför lagkamraten Michael Rogers.

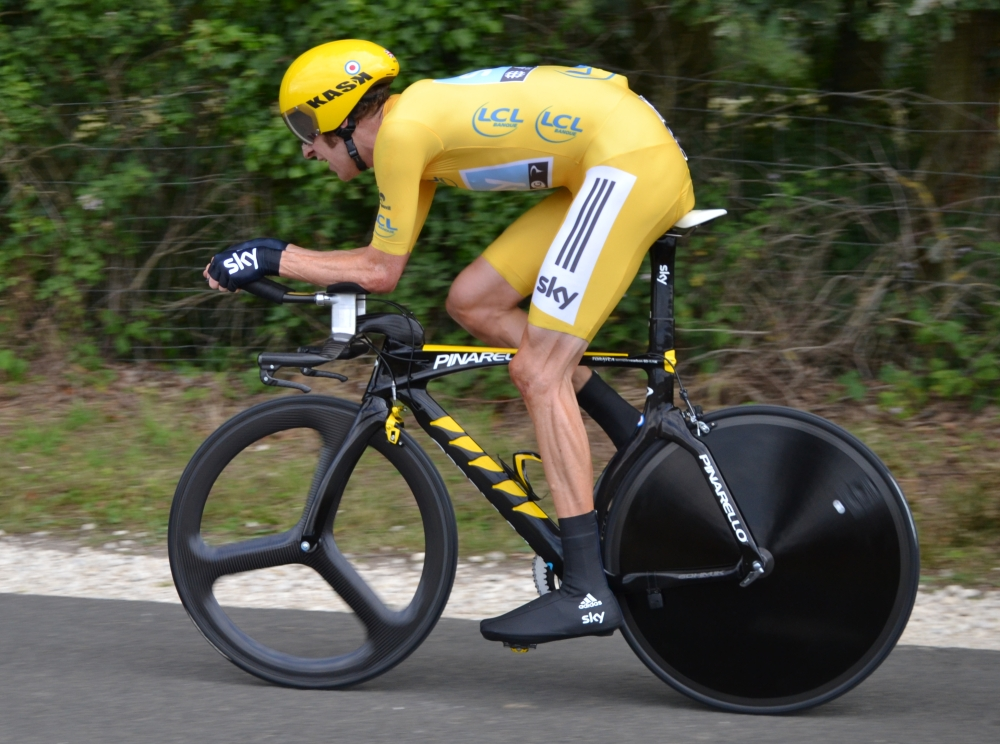
Wiggins i gul ledartröja under det andra tempoloppet i Tour de France 2012.

Wiggins var en av storfavoriterna att vinna Tour de France 2012. Han började tävlingen med en andra plats i prologen bakom Fabian Cancellara och tog sedan ledartröjan efter etapp 7, där han hade slutat trea efter en av de första bergsetapperna. I och med det blev han den andre brittiske cyklisten att ha burit ledartröja i alla tre Grand Tours efter David Millar. Wiggins vann etapp 9, ett tempolopp, vilket hjälpte honom att ta ytterligare tid på sina främsta rivaler. Dagen därpå testade Vincenzo Nibali att attackera på Grand Columbier, men Wiggins och Team Sky arbetade hårt för att fånga in honom, vilket fick Nibali att surna till. Wiggins utökade ledningen under etapp 9 efter att Chris Froome hjälpt honom att hämta in Nibali och Jurgen Van Den Broeck som hade attackerat på La Toussuire. Under etapp 12 och 13 tog Wiggins det lugnt på mellanetapperna och försökte även hjälpa Edvald Boasson Hagen att ta en etappseger. Etapp 14 var en bergsetapp där flera av cyklisterna fick punktering efter att någon försökt sabotera etappen genom att kasta ut nubb på vägen. Nubben innebar att flera cyklister punkterade, däribland favoriten Cadel Evans som förlorade runt två minuter medan punkteringen lagades. Wiggins bad sina lagkamrater att sakta ned eftersom han ville att de cyklister som fått punktering skulle få chansen att komma tillbaka till klungan. Evans och de andra kom ikapp klungan och kunde stanna med dem till slutet av loppet, vilket innebar lite förändringar i totalställningen. På etapp 16 kunde Wiggins och Froome följa med Nibali i attacken på den sista stigningen och de tre slutade på samma tid. På den sista bergsetappen, etapp 17, slutade Froome och Wiggins på andra respektive tre plats och tog därmed ytterligare tid till sina rivaler i totalställningen. På etapp 19, ett tempolopp, tog Wiggins segern och det blev därmed klart att han skulle bli den förste britten någonsin att vinna Tour de France. På den sista etappen hjälpte Wiggins sin lagkamrat Mark Cavendish att ta sin fjärde raka seger på Champs-Élysées i Paris. I och med segern blev Wiggins den dittills första cyklisten att vinna Paris-Nice, Romandiet runt, Critérium du Dauphiné och Tour de France under samma säsong.
En vecka efter segern i Tour de France fick Wiggins äran att ringa in starten av de Olympiska sommarspelen 2012 som hölls i hans hemstad London.. Wiggins hade blivit utvald att delta i de två landsvägsloppen, i linjeloppet och tempoloppet. Tillsammans med David Millar, Ian Stannard och Chris Froome var planen att arbeta för att spurtaren Mark Cavendish skulle ta segern i linjeloppet. Laget försökte kontrollera hela loppet men när en stor utbrytargrupp formades på sista varvet av Box Hill i närheten av Dorking var det brittiska stallet tvungna att ge sig. Cavendish slutade 40 sekunder bakom guldmedaljören Aleksandr Vinokurov.
Några dagar därpå vann Wiggins herrarnas tempolopp i landsvägscykling vid olympiska sommarspelen 2012 i London. En seger som han tog framför tysken Tony Martin och britten Chris Froome. Genom segern blev han den brittiske cyklist som tagit flest medaljer i de Olympiska spelen, med sju sekunder hade han tagit en medalj mer än Steve Redgrave.

## Stall
- Linda McCartney Racing Team 2001
- Française des Jeux 2002–2003
- Crédit Agricole 2004–2005
- Cofidis 2006–2007
- Team High Road 2008
- Team Columbia 2008
- Garmin-Slipstream 2009
- Team Sky 2010–2015
- WIGGINS 2015–

## Utmärkelser
- Kommendör av 2 klass av Brittiska imperieorden,  31 december 2008
- BBC Sports Personality of the Year Award,  2012
- Vélo d'Or,  2012
- Knight Bachelor,  29 december 2012

[Redigera Wikidata]